# Hoplosternum
Hoplosternum é um gênero de peixes da ordem Siluriformes.

## Espécies
- Hoplosternum littorale (Hancock, 1828) (Tamoatá, Tamboatá)
- Hoplosternum magdalenae C. H. Eigenmann, 1913
- Hoplosternum punctatum Meek & Hildebrand, 1916